# Robert Andrews Millikan
Robert Andrews Millikan (Morrison, Illinois, 22. ožujka 1868. – San Marino, Kalifornija, 19. prosinca 1953.), američki eksperimentalni fizičar. Doktorirao fiziku (1895.) na Sveučilištu Columbia u New Yorku. Radio na Sveučilištu u Chicagu (od 1896. do 1921.) i Kalifornijskom tehnološkom institutu (Caltech) u Pasadeni (od 1921. do 1945.). Prvi je izmjerio (1910.) elementarni električni naboj, kvant naboja elektromagnetske sile (Millikanov pokus). Bavio se istraživanjem Brownova gibanja u plinovima, apsorpcije rendgenskoga zračenja, kozmičkoga zračenja (dokazao je da dolaze iz svemira), ultraljubičastoga spektra pa je među ostalim, na osnovi mjerenja fotoelektričnoga učinka, odredio tada najtočniju vrijednost Planckove konstante (1916.). Za određivanje elementarnoga kvanta električnoga naboja i za rad na fotoelektričnom učinku dobio je Nobelovu nagradu za fiziku (1923.).

## Millikanov pokus
Millikanov pokus je pokus u kojem je R. A. Millikan (1909.) s pomoću kapljica ulja raspršenih u homogenom električnom polju odredio elementarni električni naboj. Aparatura pokusa sastoji se od dvije komore koje se nalaze jedna na drugoj. Dno i vrh donje komore spojeni su na izvor električnoga napona i čine električni kondenzator. Prostor između ploča kondenzatora može se obasjati rendgenskim zračenjem. Raspršivač ulja ubacuje laganu maglicu sitnih uljnih kapljica u gornju komoru. Neke od kapljica kroz kružni otvor padaju u donju komoru i ulaze u homogeno električno polje kondenzatora. Tu s pomoću rendgenskoga zračenja bivaju negativno ionizirane. Električno polje djeluje na kapljice ulja prema gore jakošću (intenzitetom koji ovisi o tome koliko su naelektrizirane. Millikan je s pomoću mikroskopa mjerio volumene kapljica i promatrao njihovo gibanje. Mijenjajući električni napon na pločama kondenzatora mogao je promijeniti brzinu gibanja kapljica i zaustaviti ih.